# بونگ بونگ (موشک)
بونگ بونگ یک موشک سوخت مایع فیلیپین است که تحت پروژه سانتا باربارا توسعه یافته بود. موشک یک سیستم آزمایشی که توسط نیروی دریایی فیلیپین و یک گروه از دانشمندان ساخته و توسعه یافته‌است. نام موشک به نام پسر رئیس‌جمهور فردیناند مارکوس، بونگ بونگ مارکوس نامگذاری شد. موشک اولین بار با موفقیت در ۱۲ مارس ۱۹۷۲ پرتاب شد و سپس موشک آن در دریای چین جنوبی بازیابی شد. موشک به‌طور عمده در جزیره کابالو مورد آزمایش قرار گرفت. چهار آزمایش نیز در فورت ماگاسایاس بر روی موشک انجام شد.